# Василёво (Болгария)
Василёво (болг. Васильово) — село в Болгарии. Находится в Ловечской области, входит в общину Тетевен. Население составляет 270 человек. Расположено в 6 км от курорта в Рибарице.

## Политическая ситуация
В местном кметстве Василёво, в состав которого входит Василёво, должность кмета (старосты) исполняет Иван Димитров Митев (Болгарская социалистическая партия (БСП)) по результатам выборов.
Кмет (мэр) общины Тетевен — Николай Петров Павлов (Граждане за европейское развитие Болгарии (ГЕРБ)) по результатам выборов.